# Héliopolis (district)
Pour les articles homonymes, voir Héliopolis.
Héliopolis (en arabe : مصر الجديدة, Miṣr al-ǧidīdah, litt. « Nouvelle Égypte ») est une ville égyptienne du gouvernorat du Caire.

## Histoire
La ville fut créée par la Heliopolis Oasis Company du baron Empain, industriel belge, à partir de 1905. Conseillée par Gilbert Mullie, la compagnie acheta une grande parcelle de désert au nord-est du Caire à bas prix au gouvernement. Une ligne de chemin de fer fut construite, et des routes, des plantations et de l'eau y furent installées. De 1907 à 1912, l'architecte en chef de la compagnie fut Camille Robida, qui conçut à ce titre de nombreuses constructions de cet ensemble urbain. Un meeting aérien s'y tient en 1910.

## Urbanisme
La ville fut au départ peuplée d'étrangers et de coptes. Un quartier dit français est aménagé où est construit le palais du Baron Empain de style khmer et temples hindous pour le baron : réalisé par l'architecte Alexandre Marcel en 1910 inspiré du temple d'Angkor Vat ainsi que la co-cathédrale Notre-Dame d'Héliopolis.
Avec le temps, elle fut peuplée par les classes moyennes du Caire. Avec la croissance de la ville du Caire, celle-ci a désormais comblé la distance avec Héliopolis qui en est désormais un quartier. La surpopulation a conduit à la disparition des nombreux jardins.[réf. nécessaire] L'architecte Georges Sébille y a également travaillé.
Héliopolis possède aujourd'hui plusieurs quartiers : El Nozha, El Marghani, Midan El Higaz, Midan El Game, Midan Salah Eldin, Roxy, El Ehalifa El Mamoun, El Sabaa Emarat, Maseken Sheraton, Sainte Fatima, Ard El Golf, El Ourouba Almaza, Share El Thawra, El Korba (où se trouve le palais présidentiel), El Mahkma, Cleopatra, Gesr El Suez, Manshyet El Bakri.
Avec ses façades élégantes et ses avenues verdoyantes, le quartier huppé d'Héliopolis a longtemps été un havre de paix dans une mégalopole surpeuplée. Mais, en 2020, il est éventré et sacrifié au profit de l'extension du Caire,. Pour Dalila El Kerdani, professeur d'architecture à l'Université du Caire, la transformation du poumon vert de la capitale est un acte de sabotage.